# آلینا فورسمان
آلینا فورسمان (۱۸۴۵–۱۸۹۹) مجسمه‌ساز و نقاش اهل دوک‌نشین بزرگ فنلاند بود.